# Ladislav Fouček
Ladislav Fouček (ur. 10 grudnia 1930 w Pradze, zm. 4 lipca 1974 w Monachium) – czechosłowacki kolarz torowy, dwukrotny medalista olimpijski.

## Kariera
Największe sukcesy w karierze Ladislav Fouček osiągnął w 1956 roku, kiedy zdobył dwa medale podczas igrzysk olimpijskich w Melbourne. Wspólnie z Václavem Machekiem zdobył srebrny medal w wyścigu tandemów, w finałowym wyścigu reprezentanci Czechosłowacji, ulegli jedynie ekipie Australii w składzie: Ian Browne i Tony Marchant. Na tych samych igrzyskach zajął także drugie miejsce w wyścigu na 1 km, ulegając tylko Włochowi Leandro Fagginowi, a w sprincie był piąty. Na rozgrywanych cztery lata wcześniej igrzyskach olimpijskich w Helsinkach Fouček zajął dwunastą pozycję na dystansie 1 km na czas. Nigdy nie zdobył medalu na torowych mistrzostwach świata.